# Expressen

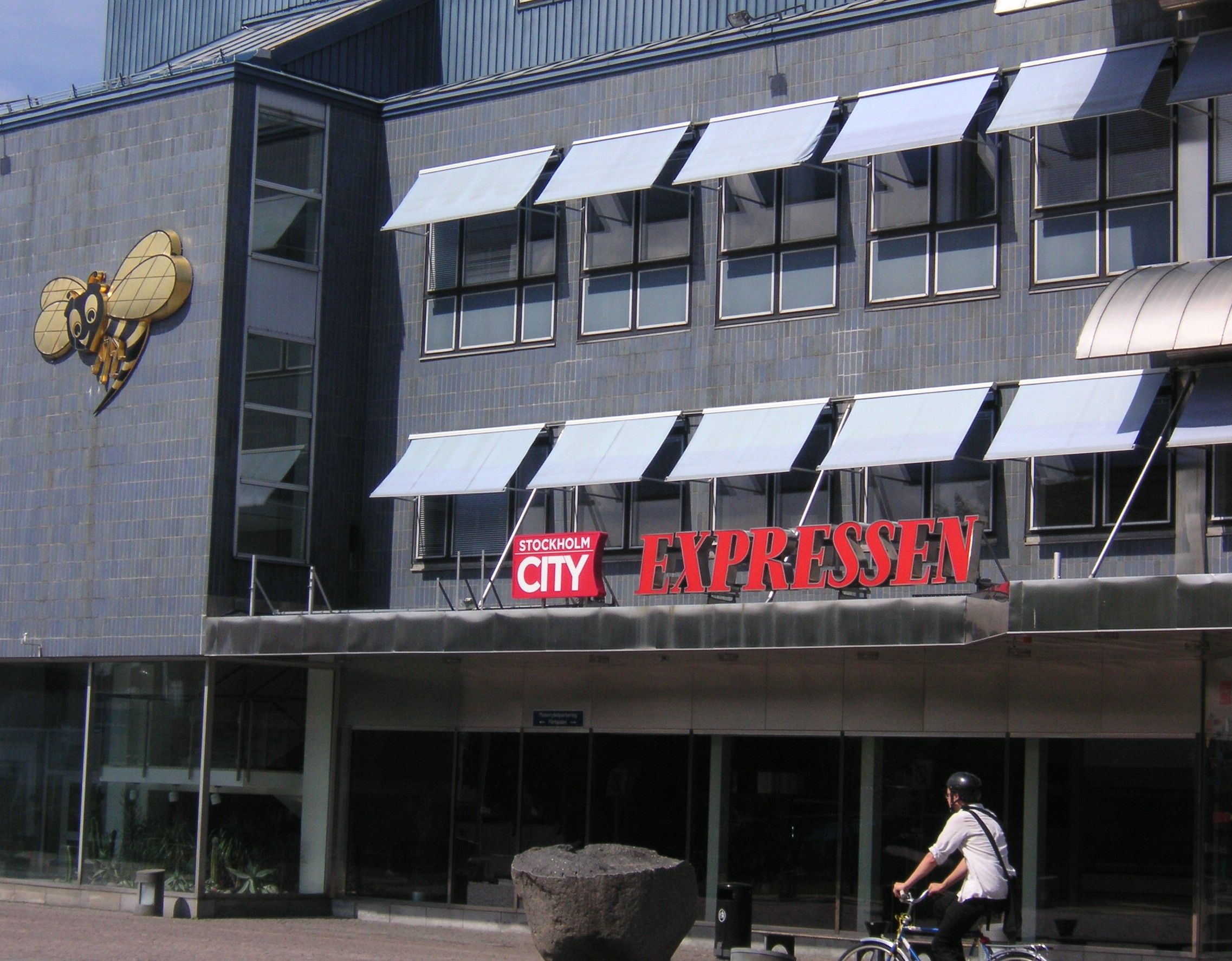
Главный офис газеты. 2008 год.

«Экспрессен» (швед. Expressen — «Экспресс») — одна из двух национальных вечерних газет-таблоидов Швеции (вторая — Aftonbladet). Была основана в 1944 году. Её символ — оса; у газеты также есть два слогана: «она жалит» и «Expressen для вашего спасения».

## Общие данные
На февраль 2013 года обязанности директора «Экспрессен» выполнял Бенгт Оттоссон (швед. Bengt Ottosson), бывший руководитель отдела сбыта газеты. Главный редактор и ответственный издатель — Томас Маттссон, бывший главный редактор электронного варианта газеты Expressen.se. Председатель правления — Торстен Ларссон. Он также является председателем правления медиа-концерна TV4-Gruppen и руководителем подразделения Bonnier Broadcasting & Entertainment. Заместитель главного редактора и заместитель ответственного издателя — Пер-Андерс Бруберг.
Газета выходит ежедневно. В электронной версии Expressen.se материал обновляется на протяжении суток, семь дней в неделю. На начало 2013 года у «Экспрессен» было около 921 000 читателей. В газете занято 520 сотрудников. Редакция журнала работает в доме № 30, на улице Ёвельсгатан в центре Стокгольма. Здесь разместились также редакция газеты «Дагенс Нюхетер» и радиостанции, работающие в сети SBS: (Mix Megapol, Rockklassiker, Radio 107,5, The Voice и Vinyl 107,1). «Экспрессен» имеет свои редакции за рубежом, в частности в Нью-Йорке (Матс Ларссон) и Лондоне (Роберт Буессон, швед. Robert Börjesson).
У газеты есть региональные выпуски:
- Kvällsposten[швед.] — издание Expressen, распространяемое по Южной Швеции. Её редакционные офисы находятся в Мальмё. Главный редактор — Ларс Мулин.
- Göteborgs-Tidningen[швед.], или GT, — таблоид, газета, основанная в Гётеборге в 1902 году и распространяемая по Западной Швеции. В 1973 году её перекупила Göteborgs-Posten[швед.], а 1998 году, вторично, Bonnier AB. С тех пор «GT» стала местным выпуском издания Expressen. Главный офис находится по адресу: площадь Kungstorget 2, Гётеборг. Главный редактор — Ларс Неслунд.

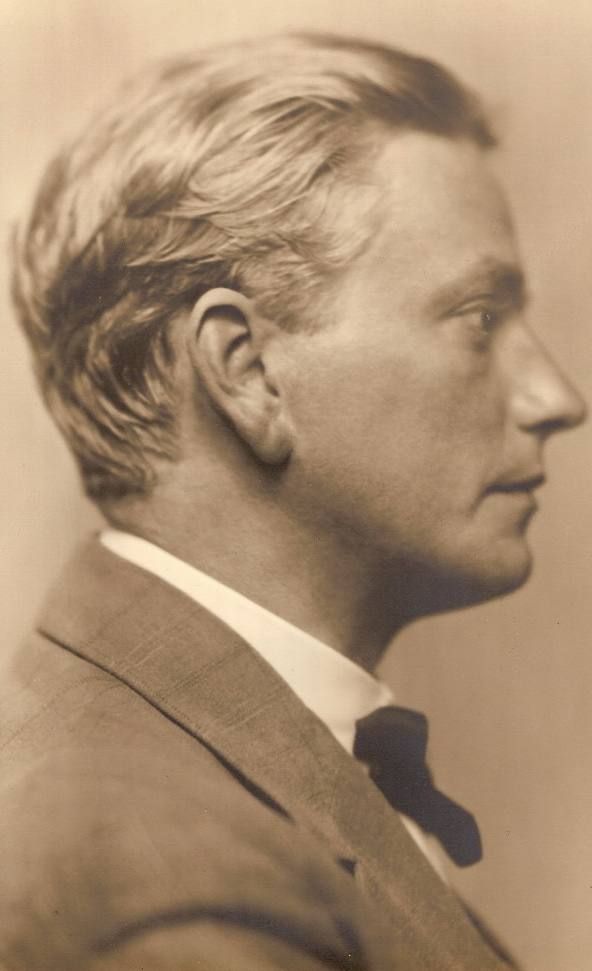
Ивар Гарри, первый главный редактор газеты «Экспрессен».

Отделом политики «Экспрессен» заведует Анна Дальберг, культуры — Карин Ульссон.
«Экспрессен» имеет еженедельные журналы-приложения «Воскресенье» (швед. Söndag), «Жить и проживать» (швед. Leva&Bo), TV14, «Кроссворд» (швед. Korsord). Есть также выпускаемое каждый четверг приложение «Экстра» (швед. Extra) — журнал о жизни знаменитостей. Редактор — Лейф Бреннстрем. Выходит также еженедельный журнал-приложение «Моя кухня» (швед. Mitt Kök), редактором которого является Пия Нурдстрем. Отделом развлечений «Экспресса» заведует Кай-Андерс Нильссон, за ежедневную рубрику спорта обычных выпусков отвечает Мартин Кроон, а электронных — Юаким Свенссон.

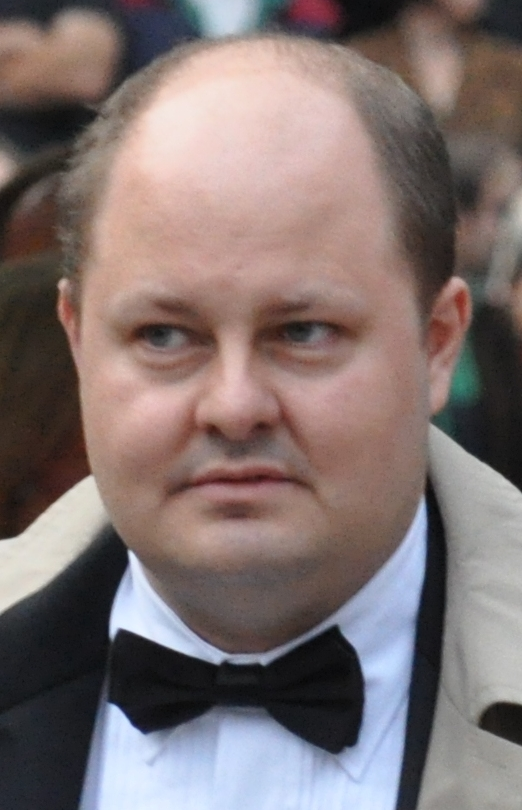
Томас Маттссон, главный редактор «Экспрессен» с 2009 года.

В редакции работают известные журналисты. Спортивный хроникер Матс Ульссон и ведущая светской хроники Сесилия Хаген являются лауреатами шведской «Большой журналистской премии». В целом на весь состав редакции приходится пятнадцать таких премий.
«Экспрессен» осуществляет журналистские расследования, в 2006 году репортер Кристиан Хольмен получил отличие от Союза журналистов-соискателей — «Золотую лопату» за творческое участие в расследовании Убийства в Ринкебю. В 2007 Хольмен вместе с коллегами из газеты получил ещё одну «Золотую лопату», на этот раз за разоблачение министра торговли — Марии Борелиус. В 2007 году три сотрудника газеты — так называемая «группа копателей» — Кристиан Хольмен, Лео Лагеркранц и Микаэль Ёландер — были номинированы также на «Большую журналистскую премию» за свои статьи о «Коробках „Брилло“» (Brillo Box) Энди Уорхола.
В 2007 «Экспрессен» начал работу с телеканалом 4 Sport TV. Газета передает теленовости на сайте Expressen.se и транслирует рекламные передачи на своем канале R-TV.
«Экспрессен» является совладельцем ряда предприятий, среди них — GI Viktkoll, Hemonline и другие. Газета поддерживает сайты AlltOmMat.se, DinaPengar.se и AlltOmBarn.se, передает текстовые новости по SMS, видеоматериалы по MMS и имеет WAP-портал у нескольких операторов мобильной связи.
В сеть «Экспрессен цифровые медиа» (швед. Expressen Digitala Medier) — подразделение в структуре AB Kvällstidningen Expressen — входит портал Expressen.se. В Швеции это второй по величине медиа-сайт, с посещаемостью около трёх миллионов в неделю.

## История
После объединения Гётеборгское издание стало называться «GT» (в оригинале: Göteborgs-Tidningen), а издание в городе Мальмё — «Kvällsposten». Expressen (вместе с GT и Kvällsposten) придерживается правоцентристских политических взглядов, описывая позицию редакции как «независимый либерализм», в то время как их конкурент, Aftonbladet является социал-демократическим изданием.
Владелец Expressen (и крупнейшей шведской утренней газеты Dagens Nyheter) — семья Бонниер.
Первый выпуск вышел 16 ноября 1944 года. Главной темой номера в тот день было интервью с членом команды британского истребителя, успешно ударившего по немецкому кораблю Tirpitz.
Когда в 1991 году Бу Стрёмстедт уволился с должности главного редактора «Экспрессен», в газете наступили не лучшие времена. Его преемник Эрик Монссон со скандалом бросил должность уже в 1993 году. Значительно снизился тираж.
В конце 1990-х кризис обострился, главные редакторы часто сменяли друг друга. Во время управления одного из них, Кристины Юттестрём, даже изменилась официальная политическая ориентация газеты: вместо «либеральной» она стала «независимой». Тем временем конкурент «Aftonbladet» сделался крупнейшей в Швеции ежедневной газетой.
Положение дел улучшилось в 2002 году, когда главным редактором стал бывший сотрудник газеты «Афтонбладет» Отто Шёберг. Тираж стал расти. В 2008 году «Экспрессен» добился одного из своих лучших показателей — 144 миллиона крон прибыли.